# Турач гірський
Тура́ч гірський (Scleroptila psilolaema) — вид куроподібних птахів родини фазанових (Phasianidae). Ендемік Ефіопії. Раніше вважався конспецифічним з Scleroptila elgonensis

## Опис
Довжина гірського турача становить 32 см. Характерними ознаками птаха є чорні смуги на кінці першорядних махових пер.

## Поширення і екологія
Гірські турачі мешкають на високогір'ях в центрі та на південному сході Ефіопії. Вони живуть на високогірних луках і пустищах, порослих чагарниками, зустрічаються невеликими сімейними зграйками, на висоті від 2400 до 4000 м над рівнем моря.

## Збереження
МСОП класифікує стан збереження цього виду як близький до загрозливого. Гірським турачам загрожує знищення природного середовища.